# 日尼 (约讷省)
日尼（法語：Gigny，法語發音：[ʒiɲi]）是法国勃艮第-弗朗什-孔泰大区约讷省的一个市镇，属于阿瓦隆区。

## 地理
日尼（47°48'58"N, 4°17'42"E）面积10.77 平方千米，位于法国勃艮第-弗朗什-孔泰大區约讷省，该省份为法国中北部内陆省份，西接卢瓦雷省，西北接塞纳-马恩省，南至涅夫勒省，东临科多尔省，东北与奥布省接壤。
与日尼接壤的市镇（或旧市镇、城区）包括：尼塞、下塞讷瓦、莱涅、克吕济勒沙泰勒、上塞讷瓦。

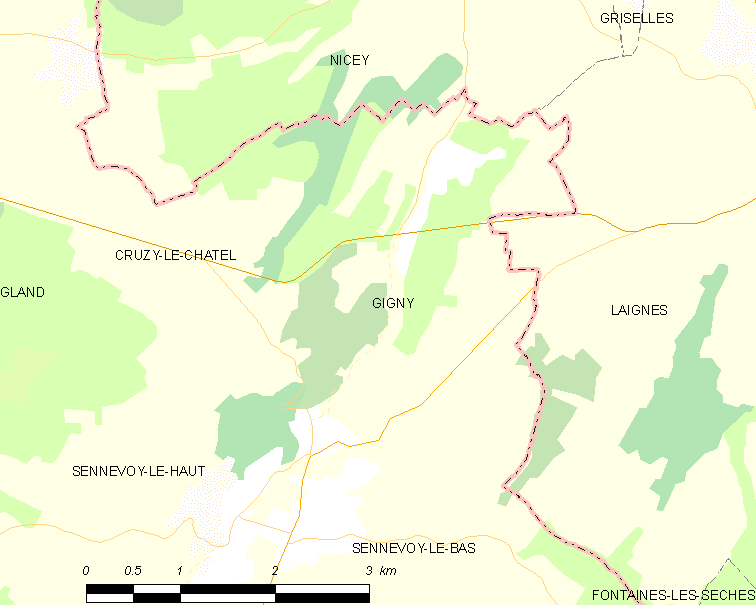
的OSM定位图

日尼的时区为UTC+01:00、UTC+02:00（夏令时）。

## 行政
日尼的邮政编码为89160，INSEE市镇编码为89187。

## 政治
日尼所属的省级选区为托内鲁瓦县。

## 人口

1962-2008年间人口变化图示

日尼于2022年1月1日时的人口数量为83人。